# Phippsburg
Phippsburg è un comune degli Stati Uniti d'America, situato nello Stato del Maine, nella contea di Sagadahoc.